# Garmenjak Mali (Kurba Vela)
Koordinati:   43°42′30″N, 15°27′47″E
Garmenjak Mali je nenaseljen otoček v Jadranskem morju. Pripada Hrvaški
Otoček leži v Narodnem parku Kornati okoli 0,3 km jugozahodno od skrajnega zahodnega dela otočka Kurba Vela (Rt Kurba). Njegova površina je 0,049 km², dolžina obalnega pasu meri 0,84 km. Najvišji vrh je visok 29 mnm.